# Simone (film, 2002)
Pour les articles homonymes, voir Simone.
Pour plus de détails, voir Fiche technique et Distribution.
Simone (ou S1m0ne) est un film américain d'Andrew Niccol, sorti en 2002.
Sur le ton de la comédie et de la satire, il interroge sur les nouvelles possibilités en création numérique et le « star-system » hollywoodien.

## Synopsis
Viktor Taransky (Al Pacino), réalisateur hollywoodien sur le déclin, doit faire face au départ de la vedette capricieuse de son film. Comme plus aucun acteur ne souhaite travailler avec lui, son studio refuse de continuer la production. Alors qu'il s'y résigne, Taransky est abordé par Hank Aleno (Elias Koteas), informaticien loufoque et admirateur de son œuvre, qui le supplie d'utiliser son programme développé pendant huit ans et permettant de créer des acteurs virtuels parfaitement réalistes. Hank avoue qu'il est condamné à mourir dans une semaine en raison d'une tumeur à l'œil. Taransky refuse l'offre, mais quelques jours après, Aleno meurt et lui lègue le fruit de son travail via son avocat : Simulation One, qui permet de créer et modeler à souhait une actrice totalement virtuelle, Simone.
Celle-ci subjugue le public et la profession qui ne décèlent pas la mystification, et devient en deux films la vedette absolue d'Hollywood. Cette notoriété profite à Taransky, qui estime enfin recevoir la reconnaissance qui lui est due. Mais effrayé par l'ampleur de la duperie et son identification à sa « création », il tente de saborder la carrière de Simone, mais le public n'abandonne pas sa vénération pour son idole, au contraire.
Taransky décide alors de faire disparaître Simone, mais le leurre est trop parfait, et personne ne veut croire à la non-existence de celle-ci. Il est inculpé pour meurtre, et ne doit son salut qu'à son ex-femme et sa fille qui, découvrant la vérité, « recréent » Simone pour le disculper.
Ayant pris conscience de l'impossibilité d'arrêter le processus, ils inventent une famille virtuelle pour le couple Taransky/Simone et lancent leur actrice virtuelle dans une carrière politique.

## Fiche technique
- Titre original : Simone[1]
- Titre français : Simone
- Réalisation : Andrew Niccol
- Scénario : Andrew Niccol
- Photographie : Edward Lachman
- Montage : Paul Rubell
- Décors : Sarah Knowles
- Costumes : Elisabetta Beraldo (it)
- Musique : Carter Burwell
- Production : Andrew Niccol

Producteurs délégués : Bradley Cramp, Michael De Luca et Lynn Harris
Coproducteur : Daniel Lupi
- Sociétés de production : New Line Cinema et Niccol Films
- Distribution :  New Line Cinema,  Metropolitan Filmexport
- Pays d'origine :  États-Unis
- Langue originale : anglais
- Format : Couleurs - 1,85:1 - Dolby Digital - 35 mm
- Genre : comédie, science-fiction, romance
- Durée : 117 minutes
- Dates de sortie[3] :

 États-Unis : 23 août 2002
 France : 18 septembre 2002

## Distribution
- Al Pacino (VF : José Luccioni ; VQ : Luis de Cespedes) : Viktor Taransky
- Rachel Roberts (VF : Juliette Degenne ; VQ : Isabelle Leyrolles) : Simone
- Catherine Keener (VF : Frédérique Tirmont ; VQ : Nathalie Coupal) : Elaine
- Winona Ryder (VF : Françoise Cadol ; VQ : Violette Chauveau) : Nicola Anders
- Jay Mohr (VF : Daniel Lafourcade ; VQ : François Godin) : Hal Sinclair
- Evan Rachel Wood (VF : Caroline Santini ; VQ : Catherine Bonneau) : Lainey
- Pruitt Taylor Vince (VF : Richard Leblond ; VQ : Benoit Rousseau) : Max Salyers
- Jason Schwartzman : Milton
- Jeffrey Pierce (VF : Jérémy Prévost) : Kent
- Daniel von Bargen (VF : Hervé Jolly) : le chef inspecteur
- Sean Cullen (VF : Nicolas Marié) : l'avocat Bernard
- Stanley Anderson (VQ : Hubert Fielden) : Frank Brand
- Elias Koteas (VQ : Alain Zouvi) : Hank Aleno (non crédité)
- Rebecca Romijn : Faith (non crédité)

Sources et légende : Version française (VF) sur Voxofilm et RS Doublage / Version québécoise (VQ) sur Doublage QC

## Analyse du film

### Une actrice virtuelle?
« Our ability to manufacture fraud now exceeds our ability to detect it. » 
Le rôle de Simone est tenu par le mannequin Rachel Roberts, dont c'est la première apparition à l'écran. Cependant, la publicité du film proclamait qu'une véritable actrice virtuelle était utilisée. Rachel Roberts signa une clause de confidentialité lui interdisant de révéler à qui que ce soit son implication dans le film. Elle utilisait sur les plateaux le pseudonyme d'Anna Green, contraction de anamorphic green screen, le processus utilisé pour les scènes d'ordinateur, dont certaines sont effectivement des versions numérisées du visage de l'actrice.
Dans les premières copies distribuées, le générique ne mentionnait pas son nom, seulement Simone : As Herself (« Simone dans son propre rôle »). Les copies ultérieures furent tirées avec le nom de Rachel Roberts.
Pour créer Simone, l'actrice parfaite, Andrew Niccol déclare s'être inspiré d'actrices réelles : 

« Simone est un mélange d'Audrey Hepburn, de Grace Kelly et de quelques autres. Nous l'avons conçue comme une personne moderne mais avec des éléments de beauté intemporels et indémodables. Certains autres éléments, au niveau de son corps ou de sa voix, sont également issus de grands noms, mais la plupart préfèrent rester dans l'ombre. Paradoxalement, Simone existe. Chacun des ingrédients qui la composent provient de la réalité. Elle n'est pas virtuelle. Elle est simplement l'assemblage composite de beaucoup d'éléments. C'est un puzzle. »

— Andrew Niccol

### Autour du film
- Le film est inspiré du travail de Raymond Kurzweil et de son alter-ego virtuel Ramona.
- À l'instar de son personnage Viktor Taransky qui s'unit virtuellement avec Simone, Andrew Niccol et Rachel Roberts sont en couple depuis le tournage du film — ils ont deux enfants.
- La société française BUF Compagnie a participé à certaines scènes d'effets spéciaux[8].